# مات ديفيدسون (لاعب كرة قاعدة)
ماثيو جلين ديفيدسون (ولد في 26 مارس 1991) هو لاعب بيسبول أمريكي محترف لفريق هيروشيما تويو كارب من نيبون بروفيشنال بيسبول الدور اليباني (NPB). لقد ظهر لأول مرة في MLB مع فريق أريزونا دايموندباكس في عام 2013 ولعب أيضًا في MLB مع فريق شيكاغو وايت سوكس وسينسيناتي ريدز وأوكلاند أثلاتكس .

## روابط خارجية
- </img> بوابة السيرة الذاتية
- </img> بوابة البيسبول